# Lyapunov (cráter)

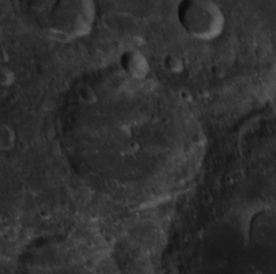
Fotografía de la misión Apolo 14

Lyapunov es un cráter de impacto situado sobre la extremidad este-noreste de la Luna, que puede ser visto lateralmente por los observadores situados en la Tierra. El borde este del cráter coincide con el límite de la cara oculta de la Luna, por lo que su visibilidad es afectada por la libración.
|  |

Este cráter está unido al borde sur-sureste de la llanura amurallada del cráter Rayleigh. También está unido al borde occidental de la llanura amurallada mucho más grande de Joliot, una formación que se encuentra totalmente en la cara oculta de la Luna. Al sursudoeste de Lyapunov se halla el cráter Hubble.
La forma del borde de este cráter ha sido modificada debido a la presencia de grandes formaciones adyacentes, de modo que presenta un aspecto más poligonal que circular. El borde en el lado occidental aparece menos afectado por esta deformación, aunque también está desgastado por la erosión de otros impactos. Los materiales expulsados por estos impactos cercanos cubre parcialmente su lado norte, así como algunas zonas del sudeste del suelo interior. La primera de estas zonas forma una sección triangular de terreno accidentado que alcanza el punto medio de la plataforma central. El resto del suelo aparece relativamente nivelado y marcado solo por pequeños cráteres.
Debe observarse que algunas publicaciones citan este cráter como "Liapunov".